# Nosrat Panahi Nejad
Nosrat Panahi Nejad (in persiano نصرت پناهی نژاد‎; Ahvaz, 9 dicembre 1953) è un regista e fotografo iraniano che vive a Palermo.

## Biografia
Nasce ad Ahvaz, in Iran, dove rimane fino alla conclusione degli studi secondari; sono gli anni in cui comincia a coltivare la passione per il cinema e la fotografia.
Nel 1976 si trasferisce in Italia, nel 1979 consegue il diploma di fotografia presso l'Istituto Europeo di Design di Milano.
Nel giugno del 1979 espone presso Cinestudio Obraz le sequenze fotografiche Cordone avulso e Geometria nello Spazio. La mostra è presentata dal critico e storico della fotografia Ando Gilardi.
A Bologna si iscrive al corso di laurea in DAMS della Facoltà di Lettere e Filosofia e consegue la laurea in Storia del Cinema.
Nel 1992 realizza Riparazione d'Orlando, un racconto per immagini incentrato sulla figura del palermitano Mimmo Cuticchio e il suo laboratorio di pupi siciliani, a questo fa seguito una mostra-seminario curata dallo stesso autore, il catalogo della mostra contiene un'introduzione di Ando Gilardi e un breve saggio di Claudio Meldolesi.
Dal dicembre 1992 al gennaio 1993 espone al Centrovideoarte di Palazzo dei Diamanti di Ferrara Fotocomputergrafia, una riflessione incentrata sul rapporto tra l'immagine fotografica tradizionale e le tecnologie digitali presentata da un'introduzione dello storico della fotografia Ando Gilardi.
Nel 1993 Fotocomputergrafia insieme a Riparazione di Orlando sono ospitate dalla galleria Il diaframma- Kodak cultura di Milano; nello stesso anno Riparazione di Orlando è ospitato nell'ambito del “Settembre Kasmeneo” a Comiso in occasione della presentazione del libro di Gesualdo Bufalino, Il Guerrin meschino.
Dal 1993 vive e lavora a Palermo dove si occupa di mostre fotografiche, pubblicazioni di cataloghi e libri e la realizzazione di video.
Nel 1993 cura la riproduzione dell'apparato iconografico del libro di Dacia Maraini Il Sommacco. Piccolo inventario dei teatri palermitani trovati e persi, dell'editore Flaccovio di Palermo.
Nel 1995 presenta la mostra fotografica La mano a Palazzo Marchesi nell'ambito della rassegna Proposte siciliane di arte e cultura contemporanea Sord Nud.
È autore della sezione fotografica dal titolo Modica: la città di Argo dell'ultima opera postuma di Gesualdo Bufalino dal titolo L'enfant du paradis. Cinefilie,Comiso, Salarchi Immagini ed. 1996.
Nel 2007, a conclusione delle celebrazioni del trentesimo anniversario della scomparsa dello scrittore Antonio Pizzuto viene proiettato presso la Sala Burcardo, Sindacato Nazionale degli scrittori, il videofilm Antonio Pizzuto 1993-1976.
Nel 2008 partecipa con il videofilm Federico Incardona, ritratto postumo di un musicista, al 17° festival Milano Musica – Teatro alla Scala, Suoni dall'Europa.
Nel 2008 presenta presso l'Auditorium della Rai di Palermo il videofilm Franco Scaldati il pozzo del teatro
Nel 2009 presenta presso la Biblioteca museo Teatrale del Burcardo di Roma il videofilm Amaro Miele la scomparsa di Gesualdo Bufalino.
Nel biennio 2009\2010 ha presentato presso l'Auditorium della RAI di Palermo i film Sotto il carrubo un video ritratto del giornalista Anselmo Calaciura e Pupino Samonà dietro i miei occhi il memoriale di Auschwitz.
Nel 2011 presenta presso La Vicaria, spazio teatrale di Emma Dante, una mini rassegna formata da quattro produzioni:
- Antonio Pizzuto, sur le pont d'Avignon Pa 2010
- Gaspare Cucinella ritratto di un attore, Pa 2008
- Aldo Pecoraino, l'albero perpetuo. Pa 2009
- Archimede, breve e lacunosa storia di una sala cinematografica al Borgo Vecchio di Palermo.

Nel 2012 partecipa al Donnafugata film festival con Cinque film persiani nella sezione L'isola come set:
- Mehr Licht!,Elegia, 2011
- Il cunto persiano, 2008
- Lo sport antico, 2011
- The book's visual elegance, 2011
- Abbas Kiarostami a Palermo. II versione, 1999

Si è dedicato alla valorizzazione di materiali, documenti e testimonianze che riguardano i fotografi mestieranti tra Otto e Novecento a Palermo, mettendo in luce un passato molto interessante e ricco di una molteplicità di realtà che vanno dalla ritrattistica in studio dei Seffer, alla foto industriale di Eugenio Bronzetti, alla cronaca nera e i set cinematografici di Nicola Scafidi.
È ideatore e curatore insieme a Maria Pizzuto dei Quaderni Pizzutiani editi dalla Fondazione Antonio Pizzuto, che hanno avuto il merito di riportare l'attenzione dei lettori sulla figura e l'opera del grande scrittore siciliano.

## Filmografia
- Nicola Scafidi il fotografo (1994)
- Il tipografo l'apprendista e il libro (1996)
- Radiofonia n.1 con la voce di Umberto Saba (1996)
- La scomparsa di Gesualdo Bufalino, amaro miele (1997)
- Antonio Pizzuto (1893-1976) (1997)
- Eugenio Bronzetti il fotografo (1997)
- Real casa fotografica Incorpora (1998)
- Abbas Kiarostami a Palermo (1999)
- 11 settembre. Radiofonia n.2 (2001)
- Renato Tosini il pittore, la negazione della "sicilitudine" (2004)
- Michele Perriera. Frammenti di un romanzo d'amore (2006)
- Federico Incardona. Ritratto postumo di un musicista (2007)
- Pupino Samonà, dietro i miei occhi (2007)
- Franco Scaldati, il pozzo del teatro (2008)
- Gaspare Cucinella ritratto di un attore (2008)
- Il cunto persiano (2008)نقالی با مرشد ترابی
- Aldo Pecoraino, l'albero perpetuo (2009)
- Archimede, breve e lacunosa storia di una sala cinematografica al Borgo Vecchio di Palermo (2009)
- Antonio Pizzuto, sur le pont d'Avignon (2010)
- Mehr Licht!, Elegia (2011)
- Lo sport antico (2011)
- The Book's Visual Elegance (2011)
- Ignazio Buttitta racconto filiale (2012)
- Chimento Castrenze - Nudo e crudo - Studio per un ritratto (2013)
- Premio - Donnafugata Filmfestival 17/29 settembre 2013 Comiso fondazione Gesualdo Bufalino-Fondazione Gesualdo Bufalino/spazio Naselli 25/29
- Mohammad Reza Lotfi Mirza Abdollah's Music School (2014)  محمد رضا لطفی مکتب خانه میرزا عبدالله
- Laleh-zar Street (لاله زار (2014
- Storia di Marco (2015)
- Café Naderi (2015) کافه نادری
- Abbas Kiarostami Doors and Memories (2016)
- Il mercato del Capo di Porta Carini a Palermo - film muto (2016)
- Silente Vucciria - film muto (2016)
- Ballarò - film muto (2016)
- Il mercato degli Aragonesi a Palermo - film muto (2016)
- L'enigma del sorriso, la vita biologica di un'immagine (2016)
- Ostad Hossein Yahaghi (1903-1968), Brief tribute with song of "Bi-Khabar" (2016) استاد حسین یاحقی (1968-1903) بزرگداشتی با ترانه بی خبر
- Mino Blunda l'inglese ha visto la bifora - Ritratto di un drammaturgo (2019)

## Curatele artistiche
- Il Gattopardo visto da Scafidi, Mostra, Catalogo, PA (1994)
- Scene campestri di Nicola Scafidi, Mostra, Catalogo, PA (1994)
- Fotografie di Abbas Kiarostami, Anteprima Italiana, PA (1996)
- Loggia fotografica Seffer, 1860-1974, Mostra, Catalogo, PA (1996)
- Roberto Rossellini a Palermo Di Nicola Scafidi, Mostra, Catalogo, PA (1997)
- Eugenio Bronzetti il fotografo, Mostra, Catalogo, PA (1997)

## Mostre fotografiche
- Cordone Avulso, MI (1979)
- Scomparsa del ritratto nero, BO (1989)
- Ritratto, ritrattografia, PA (1994)
- Riparazione d'Orlando, PA (1992)
- Fotocomputergrafia, FE (1992)
- La mano, PA (1995)
- Modica: la città di Argo, (Comiso) (1996)

## Pubblicazioni
- La macchina dell'opra (1995)
- The Book's Visual Elegance - Il tipografo, l'apprendista e il libro (1996)
- Il pozzo del teatro - Conversazione con Franco Scaldati, Quaderni del sarto, n. 2 (2014)